# Bell CH-146 Griffon
El Bell CH-146 Griffon (‘grifón’) es la variante militar canadiense del helicóptero utilitario multiusos Bell 412EP. El CH-146 es usado por las Fuerzas Canadienses en una amplia variedad de roles, incluyendo tareas de apoyo aéreo, reconocimiento y transporte de tropas.

## Diseño y desarrollo

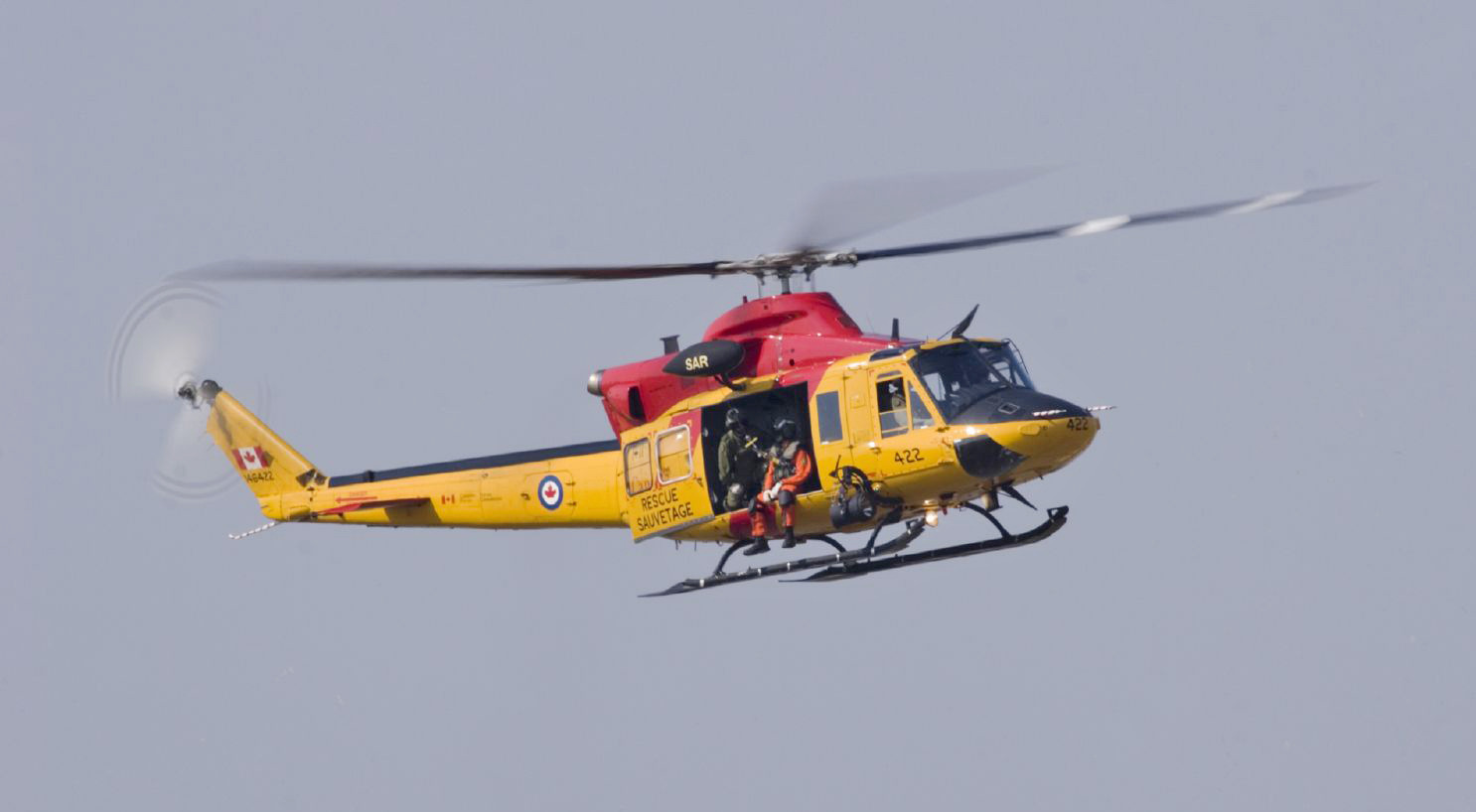
Ejemplo de un Bell CH-146 Griffon en vuelo.

El Griffon fue construido en Mirabel, Quebec, en la planta de Bell en Canadá. Estos fueron entregados entre 1995 y 1997 en dos versiones; la versión del Escuadrón de Apoyo de Combate para misiones de búsqueda y rescate, y la versión de Helicópteros utilitarios de Transporte Táctico, que puede llevar tres tripulantes y un pelotón ocho hombres.
El Griffon puede equiparse con diferentes sistemas especializados en facilitar la misión, lo que puede aumentar el rendimiento del mismo, como la mejora de la protección contra el fuego enemigo, etc.
Mientras que el CH-146 puede ser equipado con un total de 13 asientos, para tres tripulantes y diez pasajeros, por lo general las restricciones de peso dan como resultado una carga normal de combate de ocho hombres, dependiendo del armamento y el combustible transportado. El helicóptero también puede ser configurado para un máximo de seis camillas.

## Historia operacional

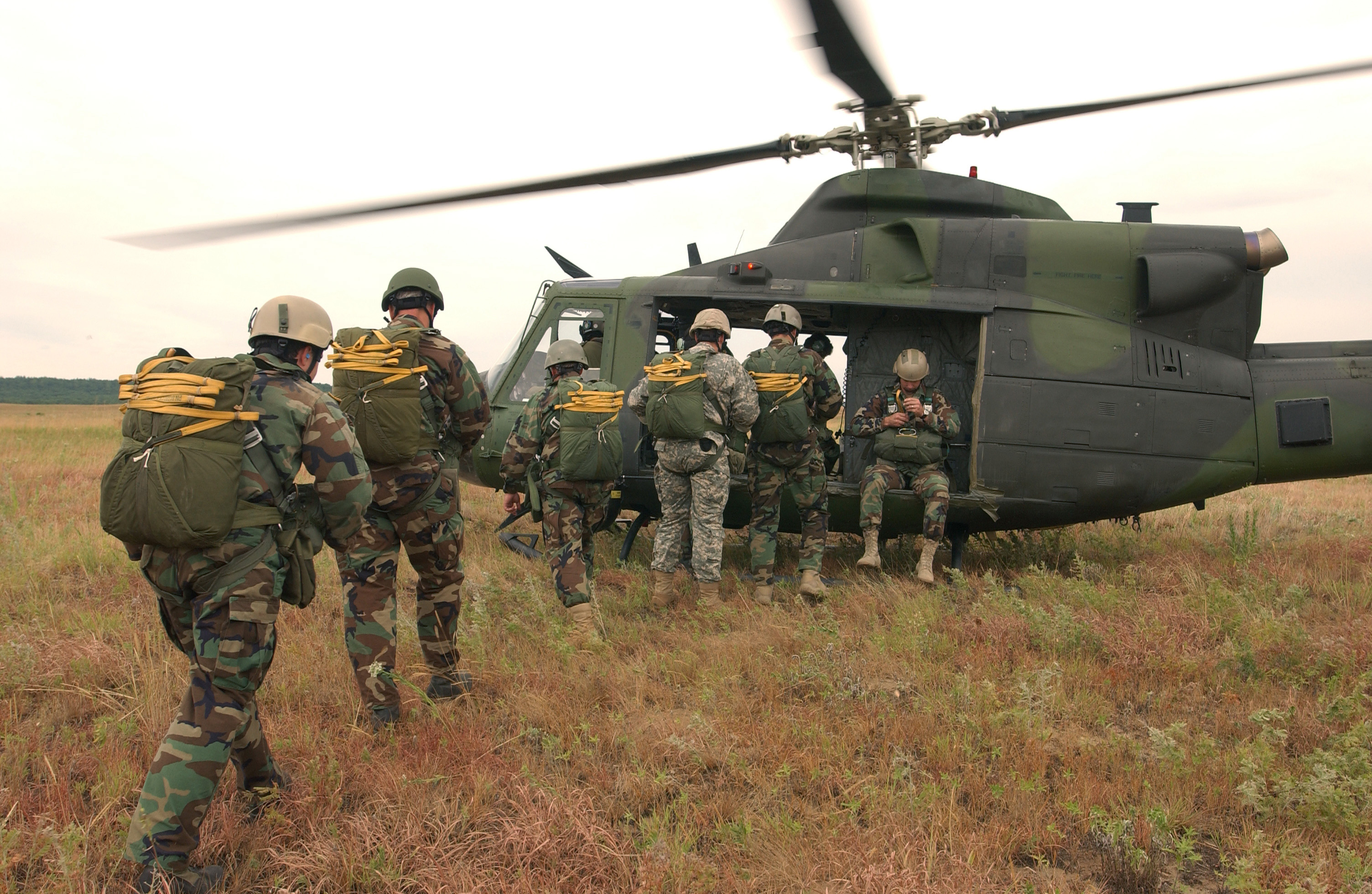
Paracaidistas de la Guardia Nacional de Estados Unidos del 2º Batallón, 20º Grupo de Fuerzas Especiales y del 116º Escuadrón de Operaciones de Apoyo Aéreo entrando en un CH-146 Griffon canadiense.

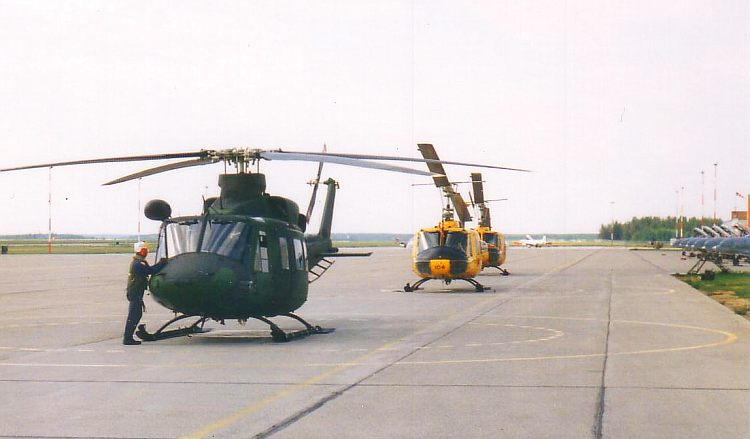
El primer CH-146 Griffon que llegó al 417 Squadron, CFB Cold Lake, junto al CH-118 que reemplazó.

Las fuerzas canadienses adquirieron originalmente 100 helicópteros y, en 2008, 85 de ellos permanecían en servicio. El resto de las aeronaves son empleadas en el papel de helicópteros tácticos en CFB Edmonton, CFB Petawawa, CFB Valcartier, y el CFB Gagetown, la búsqueda y rescate en los escuadrones de apoyo en combate en CFB Cold Lake, CFB Bagotville, CFB Goose Bay, así como en las unidades de la fuerza aérea de reserva.
En 2005, nueve CH-146 fueron vendidas a Allied Wings para ser utilizados como entrenadores en la Escuela de Formación de las Fuerzas Canadienses.
El 26 de noviembre de 2008, las Fuerzas Canadienses emitieron una declaración diciendo que 8 Griffon serían modificados para actuar como escoltas para el CH-47 Chinook en Afganistán. A pesar de que se equiparon con una ametralladora rotativa, los oficiales canadienses de defensa sostienen que los helicópteros solo son utilizados en defensa y en apoyo en combate, incluyendo la evacuación de las víctimas del campo de batalla. Los ocho CH-146 llegaron al Aeropuerto Internacional de Kandahar el 20 de diciembre de 2008.

## Especificaciones
Referencia datos: Department of National Defence

### Características generales
- Tripulación: 3 (piloto, copiloto e ingeniero de vuelo)
- Capacidad: 10 soldados o 6 camillas
- Longitud: 17,1 m
- Diámetro rotor principal: 14 m
- Altura: 4,6 m
- Peso máximo al despegue: 5355 kg
- Planta motriz: 2× turboeje Pratt & Whitney Canada PT6T-3D.
  - Potencia: 671 kW (900 HP; 912 CV) cada uno.
- Hélices: rotor principal de 4 palas y rotor de cola de 2

### Rendimiento
- Velocidad máxima operativa (Vno): 260 km/h (162 MPH; 140 kt)
- Velocidad crucero (Vc): 220 km/h (137 MPH; 119 kt)
- Alcance: 656 km (354 nmi; 408 mi)

### Armamento
- Ametralladoras: 

  - 1 o 2 C6 GPMG o M134D "Minigun" de calibre 7,62 mm montadas opcionalmente en una o en las dos puertas laterales.

### Aviónica
- Sistema de cámara térmica estabilizada WESCAM 16TD-A Thermal Imaging System (TIS)
- Tripulantes equipados con visión nocturna Generation III Image Intensification (II) Night Vision
- Sistema de gestión de vuelo (FMS) CMC Electronics CMA-2082A

### Desarrollos relacionados
- Bell UH-1 Iroquois
- Bell UH-1N Iroquois
- Bell 212
- Bell 412

### Secuencias de designación
- Secuencia C_- (Aeronaves de las Fuerzas Canadienses (1968-presente)): ← CH-143 - CC-144 - CT-145 - CH-146 - CH-147 - CH-148 - CH-149 →

### Listas relacionadas
- Anexo:Bell Huey: Lista completa de helicópteros de la familia Huey.